# 'O core nun tene padrone
'O core nun tene padrone è un singolo del cantante italiano Liberato realizzato con la collaborazione del musicista britannico 3D, pubblicato il 20 marzo 2020 come secondo estratto dalla colonna sonora Ultras.

## Tracce
Testi e musiche di Liberato.
1. 'O core nun tene padrone (feat. 3D) (Apache Mix) – 3:53

## 'O core nun tene padrone (1926 mix)
'O core nun tene padrone (1926 mix) è un singolo del cantante italiano Liberato pubblicato il 9 maggio 2023.

### Descrizione
Dopo essere apparso allo Stadio Diego Armando Maradona due giorni prima, dove ha presentato questo brano, il cantante l'ha pubblicato il 9 maggio alle ore 19:26. A differenza del brano originale, verso la fine, Liberato cita tutti i calciatori della rosa 2022-2023 della Società Sportiva Calcio Napoli, vincitrice del suo terzo scudetto, e l'allenatore Luciano Spalletti.

### Video musicale
Il video, diretto da Francesco Lettieri, è stato pubblicato in concomitanza del lancio del singolo sul canale YouTube del cantante.

### Tracce
Testi e musiche di Liberato.
1. 'O core nun tene padrone (1926 Mix) – 3:37

## Classifiche
| Classifica (2023)     | Posizione massima |
| --------------------- | ----------------- |
| Italia (indipendenti) | 2                 |